# Balbino Medellin
Balbino Medellin és un cantautor nascut en 1979 a Épinay-sur-Seine. D'arrels catalanes (Perpinyà), el seu estil està influenciat per la cultura gitana i de la nova ona de "fusió" intercultural i de llengües minoritàries.

## Discografia

### Gitan de Paname, 2006
- 1 - Gitan de Paname
- 2 - Barcelona
- 3 - Pigalle ou tes yeux
- 4 - Les Reines
- 5 - Hooligan
- 6 - Quand j'avais 15 Ans
- 7 - A Chi Li Pu
- 8 - Croiser la haine
- 9 - Mon Daron
- 10 - Les bras d'ma reume
- 11 - Herencia
- 12 - Luna

### Le soleil et l'ouvrier, 2008
- 1 - Le Vent nous rattrape
- 2 - Le Soleil et l'Ouvrier
- 3 - Bus 137
- 4 - Fille de Lille
- 5 - Super Héros
- 6 - Perpignan
- 7 - J'Attends l'hiver
- 8 - Deauville
- 9 - Les Boîtes a vieilles
- 10 - Quand je rentre le soir
- 11 - Les Mots des pauvres gens
- 12 - Qui s'en souvient ?